# ジャンゴー空港
ジャンゴー空港（Djangou Airport）は、トーゴのサバナ州ダパングにある空港。